# 衛藤博啓
衛藤 博啓（えとう ひろあき、1941年（昭和16年） - ）は、日本の銀行家。みずほ信託銀行初代社長。

## 略歴
- 1964年（昭和39年） - 九州大学法学部卒業後、富士銀行に入行。
- 1990年（平成2年） - 同取締役に就任。
- 1993年（平成5年） - 同常務取締役に就任。

1996年(平成8年)富士銀行専務取締役に就任
1998年(平成10年)同取締役副頭取に就任
- 1999年（平成11年） - 安田信託銀行代表取締役副社長に就任。
- 2000年（平成12年） - 同社長に就任。
- 2002年（平成14年） - みずほアセット信託銀行へ異動。代表取締役社長に就任。
- 2003年（平成15年） - みずほ信託銀行へ異動。代表取締役社長に就任[1]。
- 2004年（平成16年） - 同顧問に就任[2]。